# Rally de San Remo de 2013
El Rally de San Remo de 2013 fue la 55.ª edición y la undécima ronda de la temporada 2013 del Campeonato de Europa de Rally. Se disputó del 10 al 12 de octubre y contó con un itinerario de once tramos sobre asfalto que sumaban un total de 232,91 km cronometrados.
El vencedor de la prueba fue el italiano Giandomenico Basso a bordo del Peugeot 207 S2000 que sumó su tercera victoria en la prueba, la segunda de manera consecutiva. Segundo fue el finés Esapekka Lappi que obtuvo con el Škoda Fabia S2000 su primer podio en un rally de asfalto, beneficiado por el pinchazo del Bryan Bouffier, que a pesar de haber marcado seis scratch solo pudo ser finalmente cuarto. Tercero fue Alessandro Perico con otro Peugeot 207 S2000 y tras Bouffier terminaron Stefano Albertini en la quinta posición y Paolo Andreucci en la sexta plaza. Andreucci fue el dominador de la prueba, pero un error durante el tercer tramo del último día de carrera le hizo perder el liderato y todas las opciones de luchar por la victoria.

## Itinerario y ganadores
| Día   | Tramo | Hora  | Nombre          | Distancia | Ganador            | Tiempo  | Veloci. media | Líder rally        |
| ----- | ----- | ----- | --------------- | --------- | ------------------ | ------- | ------------- | ------------------ |
| Día 1 | SS1   | 14:33 | Coldirodi       | 14.34 km  | Bryan Bouffier     | 9:10.2  | 93.8 km/h     | Bryan Bouffier     |
| Día 1 | SS2   | 15:01 | Apricale        | 17.75 km  | Umberto Scandola   | 12:22.4 | 86.1 km/h     | Bryan Bouffier     |
| Día 1 | SS3   | 15:28 | Vignai          | 20.40 km  | Paolo Andreucci    | 14:03.1 | 87.1 km/h     | Paolo Andreucci    |
| Día 1 | SS4   | 21:21 | Ronde           | 55.40 km  | Bryan Bouffier     | 23:00.4 | 88.3 km/h     | Paolo Andreucci    |
| Día 1 | SS5   | 22:06 | Ronde Bis       | 20.40 km  | Paolo Andreucci    | 14:01.1 | 87.3 km/h     | Paolo Andreucci    |
| Día 2 | SS6   | 10:59 | Colle Langan 1  | 19.93 km  | Bryan Bouffier     | 13:41.3 | 87.4 km/h     | Paolo Andreucci    |
| Día 2 | SS7   | 11:34 | Passo Teglia 1  | 21.85 km  | Bryan Bouffier     | 15:50.4 | 82.8 km/h     | Paolo Andreucci    |
| Día 2 | SS8   | 12:22 | Colle d´Oggia 1 | 20.73 km  | Bryan Bouffier     | 12:29.7 | 99.5 km/h     | Giandomenico Basso |
| Día 2 | SS9   | 15:36 | Colle Langan 2  | 19.93 km  | Giandomenico Basso | 13:35.0 | 88.0 km/h     | Giandomenico Basso |
| Día 2 | SS10  | 16:09 | Passo Teglia 2  | 21.85 km  | Bryan Bouffier     | 15:40.9 | 83.6 km/h     | Giandomenico Basso |
| Día 2 | SS11  | 16:53 | Colle d´Oggia 2 | 20.73 km  | Esapekka Lappi     | 12:30.6 | 99.4 km/h     | Giandomenico Basso |

## Clasificación final
| Pos. | Piloto              | Copiloto         | Automóvil         | Tiempo    | Diferencia |
| ---- | ------------------- | ---------------- | ----------------- | --------- | ---------- |
| 1.   | Giandomenico Basso  | Mitia Dotta      | Peugeot 207 S2000 | 1:55:36.9 | 0.0        |
| 2.   | Esapekka Lappi      | Janne Ferm       | Škoda Fabia S2000 | 2:39:20.3 | +1:43.0    |
| 3.   | Alessandro Perico   | Fabrizio Carrara | Peugeot 207 S2000 | 2:39:24.4 | +1:47.1    |
| 4.   | Bryan Bouffier      | Xavier Panseri   | Peugeot 207 S2000 | 2:39:30.2 | +1:52.9    |
| 5.   | Stefano Albertini   | Simone Scattolin | Peugeot 207 S2000 | 2:39:47.7 | +2:10.4    |
| 6.   | Paolo Andreucci     | Ana Andreussi    | Peugeot 207 S2000 | 2:47:38.3 | +10:01.0   |
| 7.   | Federico Gasperetti | Federico Ferrari | Renault Mégane RS | 2:48:12.5 | +10:35.2   |
| 8.   | Alex Vittalini      | Sara Tavecchio   | Citroën DS3 R3T   | 2:49:17.5 | +11:40.    |
| 9.   | Michele Tassone     | Marco Rosso      | Renault Clio R3   | 2:49:26.1 | +11:48.8   |
| 10.  | Vasiliy Gryazin     | Dmitriy Chumak   | Ford Fiesta S2000 | 2:50:03.6 | +12:26.3   |

| Predecesor: Croacia 2013 | ERC 2013 | Sucesor: Valais 2013 |